# Cato Deciano
Cato Deciano  fue un caballero romano del siglo I, que ocupaba el cargo de procurador de la provincia romana de Britania en 60-61 bajo el imperio de Nerón, durante la Rebelión de Boudica, con los icenos y trinovantes.

## Biografía
Según Tácito, Deciano era conocido por su avaricia, la cual, según el historiador, fue una de las causas del levantamiento en la provincia.En el año 60, tras la muerte del rey de los icenos, Prasutago, sus tierras y propiedades fueron confiscadas por las autoridades romanas. Su esposa, Boudica, fue azotada públicamente, y sus dos hijas fueron violadas. Además, las posesiones de los nobles icenos fueron incautadas. Indignados por las acciones de los romanos, los icenos y los trinovantes iniciaron una revuelta.
Casio Dion, en su obra "Historia romana", afirma que el procurador confiscó sumas de dinero que el emperador Claudio había entregado a destacados britanos, declarándolas como préstamos que debían ser reembolsados con intereses.

### Rebelión de Boudica
En el año 61, Boudica reunió a los rebeldes icenos y trinovantes para formar un ejército, que atacó la antigua capital de los trinovantes, Camulodunum (actual Colchester), Londinium (Londres) y Verulamio. Los sitiados pidieron ayuda al procurador de la provincia, Deciano, quien envió tropas auxiliares con un total de 200 soldados. Sin embargo, los rebeldes irrumpieron en Camulodunum, saquearon la ciudad y la incendiaron; inmediatamente, Deciano huyó a la Galia y, ese mismo año, fue reemplazado por Cayo Julio Alpino Clasiciano.
El hecho de que Deciano tuviera que enviar tropas a Camulodunum sugiere que él mismo no residía allí, lo que ha llevado a historiadores modernos, como Sheppard Frere, a situarlo en Londres durante ese período.

## En la cultura popular
En 2003, en la telepelícula Boudica: Warrior Queen, el rol del procurador fue interpretado por el actor Steve John Shepherd.
En 2023, en la película Boudica: Queen of War, el papel de Deciano fue interpretado por el reconocido actor británico Nick Moran.
Sobre el conflicto de la Rebelión de Boudica se han realizado además otros dos filmes, Boudica: Rise of the Warrior Queen en 2019, y Warrior Queen en 1987.